# Gewone hoornschaal
De gewone hoornschaal (Sphaerium corneum) is een tweekleppigensoort uit de familie van de Sphaeriidae. De wetenschappelijke naam van de soort is gepubliceerd in 1758 door Carl Linnaeus in de tiende editie van Systema naturae.

## Beschrijving
De gewone hoornschaal is een kleine schelpdier dat wordt aangetroffen in opdiep zoetwater met langzaam stromend water, waaronder meren, rivieren en kreken. De schaal is vrij bolvormig en kan tot 9-13,5 mm groot worden. De kleur van de schaal is meestal bruin tot grijs, waarbij de juvenielen een gele kleur hebben. Hun schelpen vertonen striae, dunne evenwijdige rijen verhoogde lijnen. Zoals bij de meeste tweekleppigen, is de gewone hoornschaal een filtervoeder en geeft daarom de voorkeur aan meer eutroof water dat een grotere voedselbron biedt. Hun primaire voedselbronnen zijn diatomeeën en ander fytoplankton.
Rechter en linker klep van hetzelfde exemplaar:

Rechter klep
Linker klep

## Verspreiding
Het oorspronkelijke verspreidingsgebied van de gewone hoornschaal strekt zich uit over heel Europa, van Frankrijk, de Britse Eilanden, Zweden en Finland tot Polen en Litouwen, inclusief de regio's met een laag zoutgehalte van de Oostzee. In Noord-Amerika is het geïntroduceerd in de Grote Meren, de Saint Lawrence River en Estuary, Lake Champlain, Lake George en de Hudson River. Deze soorten graven zich in in het sediment van rivieren, beken en meren.
Euglesa:
casertana · 
compressa · 
conventus · 
edlaueri · 
globularis · 
henslowana · 
hinzi · 
lilljeborgi · 
maasseni · 
pulchella · 
subtruncata · 
waldeni

Odhneripisidium:
annandalei · 
moitessierianum · 
stewarti · 
tenuilineatum

Musculium:
lacustre · 
†subtile · 
transversum

Pisidium:
amnicum · 
†clessini · 
hibernicum · 
milium · 
nitidum · 
obtusalis · 
obtusale obtusale · 
obtusale lapponicum · 
personatum · 
pseudosphaerium · 
supinum

Sphaerium:
asiaticum · 
corneum · 
†icenicum · 
nitidum · 
nucleus · 
ovale · 
rivicola · 
†rosmalense · 
solidum · 
†subsolidum